# Thomas & vennerne: En historie om mod
Thomas & vennerne: En historie om mod (eng. Thomas & Friends: Tale of the Brave) er en animeret britisk film fra 2014 instrueret af Rob Silvestri. Filmen er animeret af selskabet HIT Entertainment i samarbejde.

## Medvirkende

### Danske stemmer[1]
- Christiane Bjørg Nielsen som Annie, Clarabel og Emily
- Mathias Klenske som Ben
- Søren Ulrichs som Bill og Gator
- Ole Rasmus Møller som Cranky, Gordon og Salty
- Christian Damsgaard som Edward
- Lars Mikkelsen som Fortæller
- Caspar Phillipson som Henry og Thomas Tog
- Troells Walther Toya som James, Kontrolchefen og Percy
- Torbjørn Hummel som Jarlen Af Sodor
- Vika Dahlberg Hansen som Marion
- Sune Svanekier som Porter

### Engelske stemmer
- Mark Moraghan som Fortælleren
- Ben Small som Thomas og Besværlige lastbiler
- Martin Sherman som Thomas og Percy
- Keith Wickham som Edward, Henry, Gordon, James, Percy og The Fat Controller, Salty og en shunter
- Kerry Shale som Henry, Gordon, James, Kevin og Sir Topham Hatt
- William Hope som Edward og havnechefen
- Teresa Gallagher som Annie, Clarabel og Emily
- Jules de Jongh som Emily
- Glenn Wrage som Cranky
- Matt Wilkinson som Cranky og Kevin
- Steven Kynman som Porter og Dock Manager
- David Menkin som Portør
- Jonathan Broadbent som Bill og Ben
- Mike Grady som Sir Robert Norramby
- Bob Golding som Nogle havnearbejdere
- Tim Whitnall som Timothy og Reg
- Clive Mantle som Gator
- Olivia Colman som Marion